# Expozitura (církev)
Expozitura nebo expositura (z latinských výrazů ex – z, ven a positus – postavený) je v katolické církevní struktuře označení pastoračního obvodu bez samostatné správy majetku.
V jejím čele stojí kněz s titulem „expozita“ jenž zaujímá úřad místně nezávislého duchovního správce. Expozita může být však současně také farním vikářem (kaplanem) mateřské farnosti. Expozitura má vlastní matriční knihy, které jsou ovšem vedeny pouze jako částečný registr mateřské farnosti. Farář mateřské farnosti má svá farní práva a povinnosti, avšak je oprávněn jich použít pouze v naléhavých případech. Expozita se tudíž rozhoduje zpravidla na vlastní zodpovědnost. Stran pastorační činnosti tak expozitura požívá status farnosti.
Podobně jako kvazifarnost je cílem expozitury, povýšení na farnost. Předpokladem je stabilita náboženské obce a samostatného církevního života. V praxi je expozitura rovna farnosti, ačkoli té je z pohledu církevního práva podřízena. Expozitura má vlastní pastorační radu, avšak nikoli vlastního církevního představeného. Církevní majetek je spravován představeným mateřské farnosti.